# Anna Santamans
Anna Santamans (ur. 25 kwietnia 1993 w Arles) – francuska pływaczka, specjalizująca się głównie w stylu motylkowym i dowolnym.
Mistrzyni Europy na krótkim basenie z Chartres w sztafecie 4 × 50 m stylem zmiennym i dowolnym. Brązowa medalistka w sztafecie 4 × 50 m stylem zmiennym.
Trzykrotna medalistka igrzysk olimpijskich młodzieży.
Uczestniczka Igrzysk Olimpijskich z Londynu na 50 m stylem dowolnym (11. miejsce).